# Bonnie McKee
Bonnie McKee (született Bonnie Leigh McKee) (Vacaville, Kalifornia, 1984. január 20. –) amerikai        énekesnő, zeneszerző és színésznő. 2004-ben jelent meg debütáló albuma Trouble címmel. 2013-ban jelent meg American Girl című száma.

## Élete
1984. január 20-án született a kaliforniai Vacaville-ben, és Seattle-ben nőtt fel. 12 éves korától zongorázik, tagja volt a seattle-i lánykórusnak is. 2004-ben jelent meg debütáló albuma Trouble címmel. 2006-tól főként dalszövegírással foglalkozott, 2013-ban jelent meg American Girl című száma, amely új, 2014-es albumának előfutára. Néhány filmben és televíziós sorozatban is szerepelt.

## Zeneszerzői munkái
McKee nyolc olyan dalt írt más énekeseknek, amelyek első helyezést értek el az Amerikai Egyesült Államok vagy az Egyesült Királyság toplistáin, és több mint 30 millió példányban keltek el világszerte. Többek között olyan előadókkal dolgozott együtt, mint Taio Cruz Britney Spears, Christina Aguilera, Lea Michele, Ke$ha, Avril Lavigne, Kelly Clarkson, Carly Rae Jepsen, Leona Lewis és Adam Lambert.

## Fordítás
- Ez a szócikk részben vagy egészben  a   Bonnie McKee című angol Wikipédia-szócikk fordításán alapul.  Az eredeti cikk szerkesztőit annak laptörténete sorolja fel. Ez a jelzés csupán a megfogalmazás eredetét és a szerzői jogokat jelzi, nem szolgál a cikkben szereplő információk forrásmegjelöléseként.